# Aeroportul Internațional Norwich
Aeroportul Internațional Norwich (IATA: NWI, ICAO: EGSH) este un aeroport din Norwich, Norwich⁠(d), Norfolk, East of England, Anglia, Regatul Unit ce deservește zona Norwich. Aeroportul a fost tranzitat în 2022 de 319.040 de pasageri. A fost deschis în 1939 și numit după zona deservită.
Situat la o altitudine de 36 m, aeroportul dispune de 1 pistă.

## Infrastructură

### Piste
Aeroportul dispune de o singură pistă. Pista 09/27 are suprafața de asfalt și dimensiunile 1.841 m × 45 m. 